# Lotfi Ben Khedher
Lotfi Ben Khedher,  est un footballeur tunisien. Il évolue au poste de défenseur au sein du Club africain.

## Carrière
- 1976-1985 : Club africain (Tunisie)[1]

## Palmarès
- Champion de Tunisie : 1979, 1980
- Coupe de Tunisie : 1976
- Supercoupe de Tunisie : 1979
- Coupe du Maghreb des clubs champions : 1976